# Goździeńczyk grzebieniasty

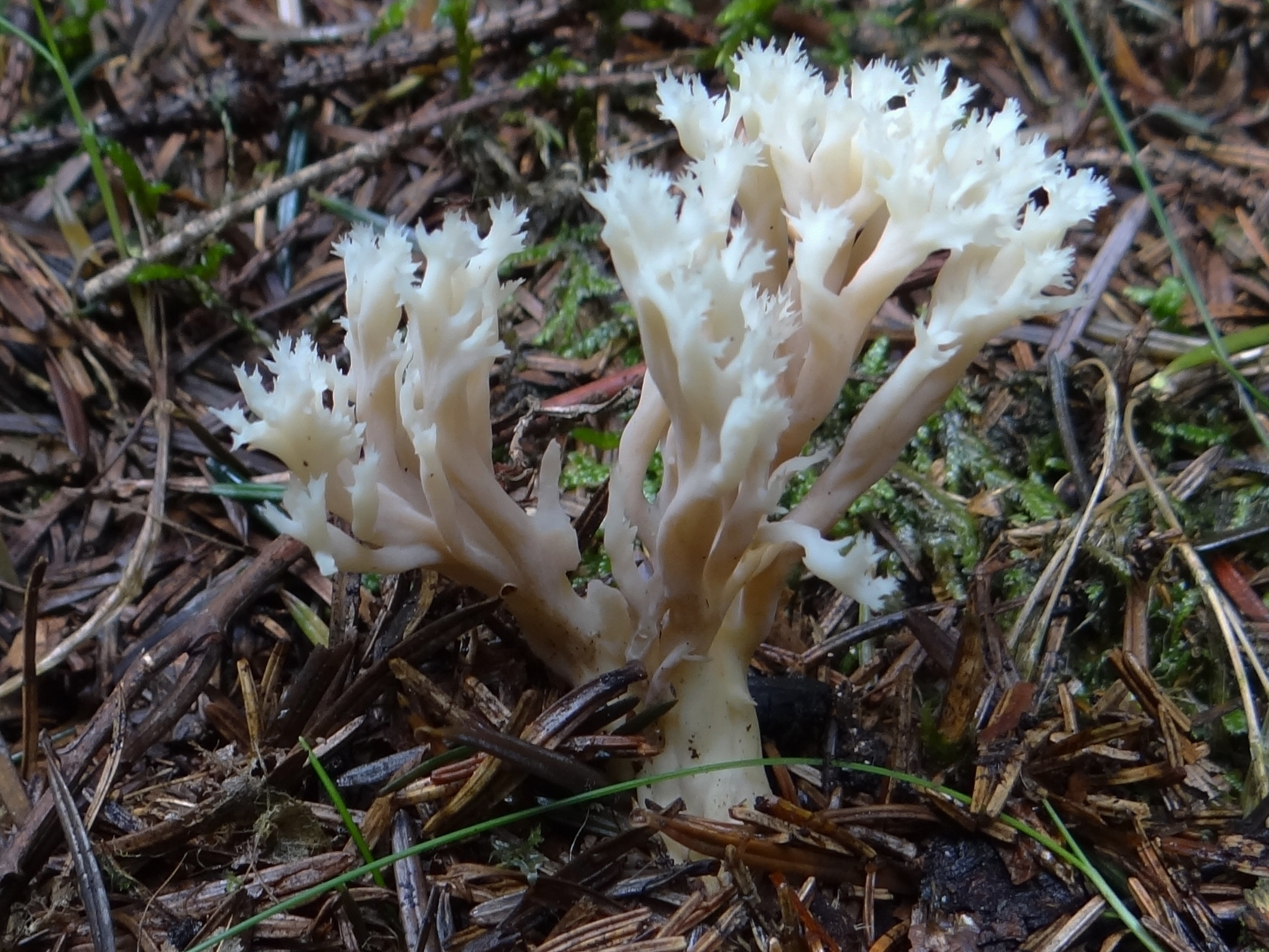

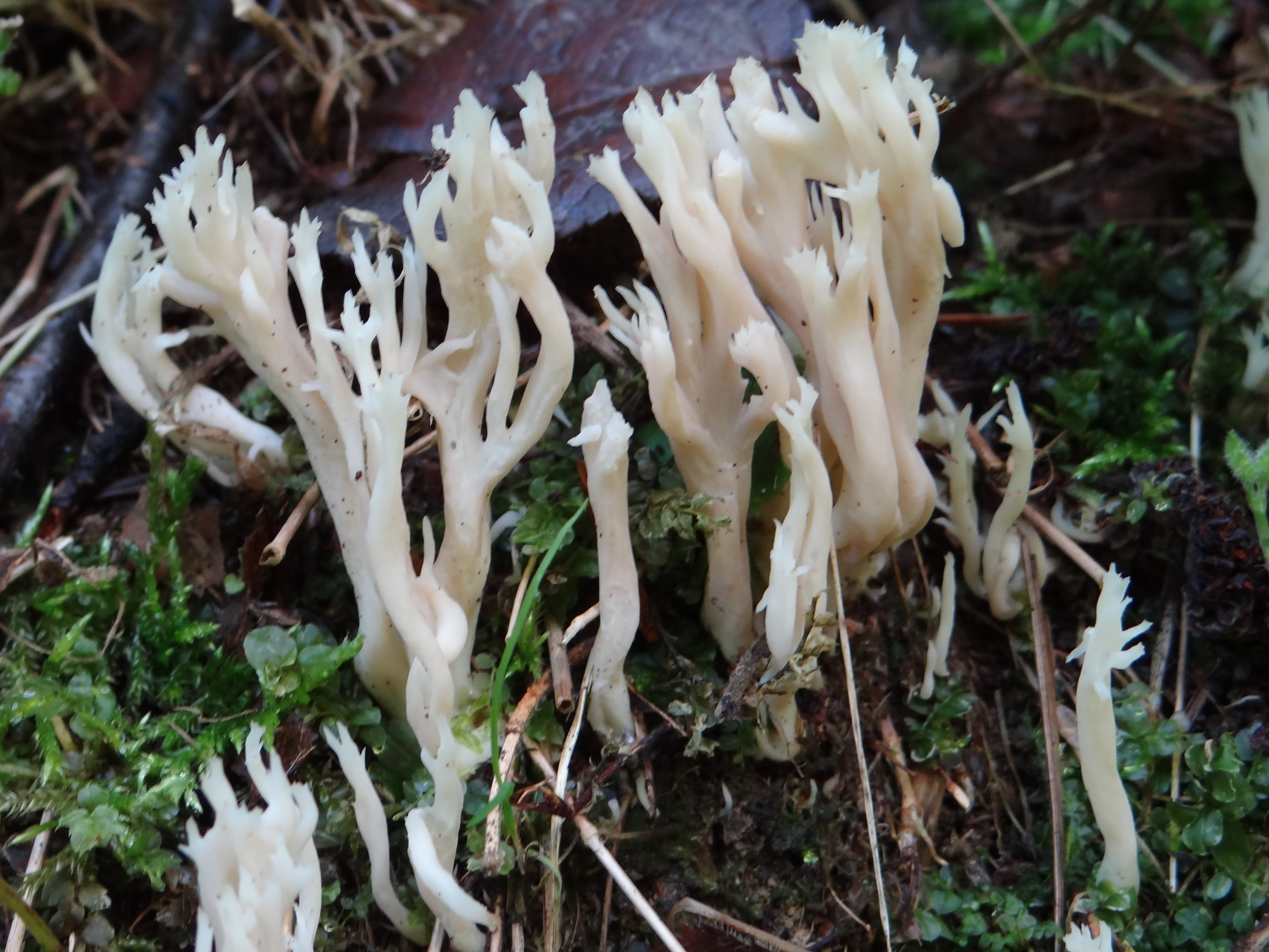

Goździeńczyk grzebieniasty (Clavulina coralloides (L.) J. Schröt.) – gatunek grzybów z rodziny kolczakowatych (Hydnaceae). Jest to gatunek typowy rodzaju Clavulina.

## Systematyka i nazewnictwo
Pozycja w klasyfikacji według Index Fungorum: Clavulina, Hydnaceae, Cantharellales, Incertae sedis, Agaricomycetes, Agaricomycotina, Basidiomycota, Fungi.
Po raz pierwszy takson ten zdiagnozował w 1753 r. K. Linneusz nadając mu nazwę Clavaria coralloides. Obecną, uznaną przez Index Fungorum nazwę nadał mu w 1888 r. J. Schröter, przenosząc go do rodzaju Clavulina. 
Synonimów naukowych ma ok. 50. Niektóre z nich::

- Clavaria coralloides L. 1753
- Clavaria cristata (Holmsk.) Pers. 1800
- Clavulina cristata (Holmsk.) J. Schröt. 1888
- Clavulina cristata f. subcinerea Donk 1933
- Clavulina cristata var. coralloides Corner 1950
- Clavulina cristata var. incarnata Corner 1950
- Clavulina cristata var. lappa P. Karst. 1882
- Clavulina cristata var. subrugosa Corner 1950
- Ramaria cristata Holmsk. 1790
- Stichoramaria cristata (Holmsk.) Ulbr. 1928

Nazwę polską nadali Barbara Gumińska i Władysław Wojewoda w 1968 r. W polskim piśmiennictwie mykologicznym gatunek ten opisywany był też jako płaskosz kolczysty, goździanka koralowa, kozia broda koralowa, goździeniec grzebieniasty, goździeniec koralowy.

## Charakterystyka
Morfologia
Młode owocniki są czysto białe, później kremowe, w końcu szarawe, czasami cielistej barwy. Osiągają do 8 cm wysokości i 2–4 cm szerokości. Tak jak u innych gatunków rodziny, owocnik jest drzewkowato rozgałęziony. Zakończenia gałązek są drobnoząbkowane, często ciemnieją podczas suchej pogody. Miąższ białawy, kruchy, pozbawiony wyraźnego zapachu, łagodny w smaku (niekiedy trochę gorzkawy).
Cechy mikroskopowe
Wysyp zarodników biały. Zarodniki niemal kuliste, gładkie, o rozmiarach 7–11 × 6,5–10 μm. Podstawki o długości 5–7 μm z dwoma podwiniętymi sterygmami. 
Skład chemiczny
Oprócz typowych kwasów tłuszczowych: palmitynowego, oleinowego i linolowego, goździeńczyk grzebieniasty zawiera dwa nietypowe związki: kwas cis-9, cis-14-oktadekadien-12-owy, oraz sprzężony kwas cis-9, trans-11, trans-13, cis-15-oktadekatetraenowy. Goździeńczyk grzebieniasty jest jedynym znanym gatunkiem grzyba, mającym w swoim składzie ten ostatni związek.

## Występowanie i siedlisko
Spotykany w Ameryce Północnej i Europie. W Polsce jest pospolity. Owocniki rosną pojedynczo lub w skupiskach na ziemi, czasem na rozkładającym się drewnie, w lasach iglastych i liściastych. Owocniki wytwarza od lipca do października. 
Saprotrof. Grzyb jadalny, ale rzadko jest zbierany z powodu niewielkich rozmiarów i twardego miąższu.

## Gatunki podobne
Podobne gatunki goździeńczyków to goździeńczyk pomarszczony (Clavulina rugosa) i goździeńczyk popielaty (Clavulina cinerea). Koralówka blada (Ramaria pallida) jest większa i ma równolegle rosnące odgałęzienia.